# 細灰蝶
細灰蝶（学名：Leptotes plinius），又名角紋小灰蝶、角紋灰蝶，为灰蝶科細灰蝶屬下的一个种。

## 描述
本種為小型灰蝶，具雌雄二型性。體背暗褐色，腹面白色。複眼具白色輪緣並被毛，觸角黑褐色，具白環。口器褐色，下唇鬚白色，末端棒狀並帶黑褐色。足白色，有褐色條紋；雄蝶前足跗節癒合，末端尖細，下彎。
前翅長9-14 mm，呈三角形，前緣與外緣呈弧形；後翅圓形，CuA2脈末端具短尾突。翅背面底色暗紫色或紫褐色，可透視腹面斑紋，外緣有細黑邊。後翅CuA1與CuA2室末端具黑斑、橙色紋與具金屬光澤的綠鱗或銀鱗。
翅腹面底色褐色至淺褐色，具多條由黑褐斑與鑲白線構成的中央帶與亞外緣紋列。後翅近基部常見三枚小黑點，中央與亞外緣間另有白色紋列。CuA1、CuA2室處具橙黃色弦月紋及金屬光鱗。緣毛白色混褐。
雄蝶翅背暗紫色，後翅具模糊黑斑；雌蝶翅色偏褐，具白色與藍色斑紋，黑褐區塊較寬，金屬光斑限於翅內側，後翅外緣明顯具白色紋列及鑲白暗斑點。雌蝶前足跗節不癒合。

## 分佈
廣泛見於東洋區與澳洲區，臺灣本島由低至高海拔均有分布，離島亦可見。

## 棲地
分布於有寄主植物生長或種植的環境，全年多世代。成蝶喜訪花，幼蟲以藍雪科的烏面馬、藍雪花，及豆科的毛胡枝子、闊葉大豆、野木藍、田菁等植物的花苞與果實為食。

## 圖庫

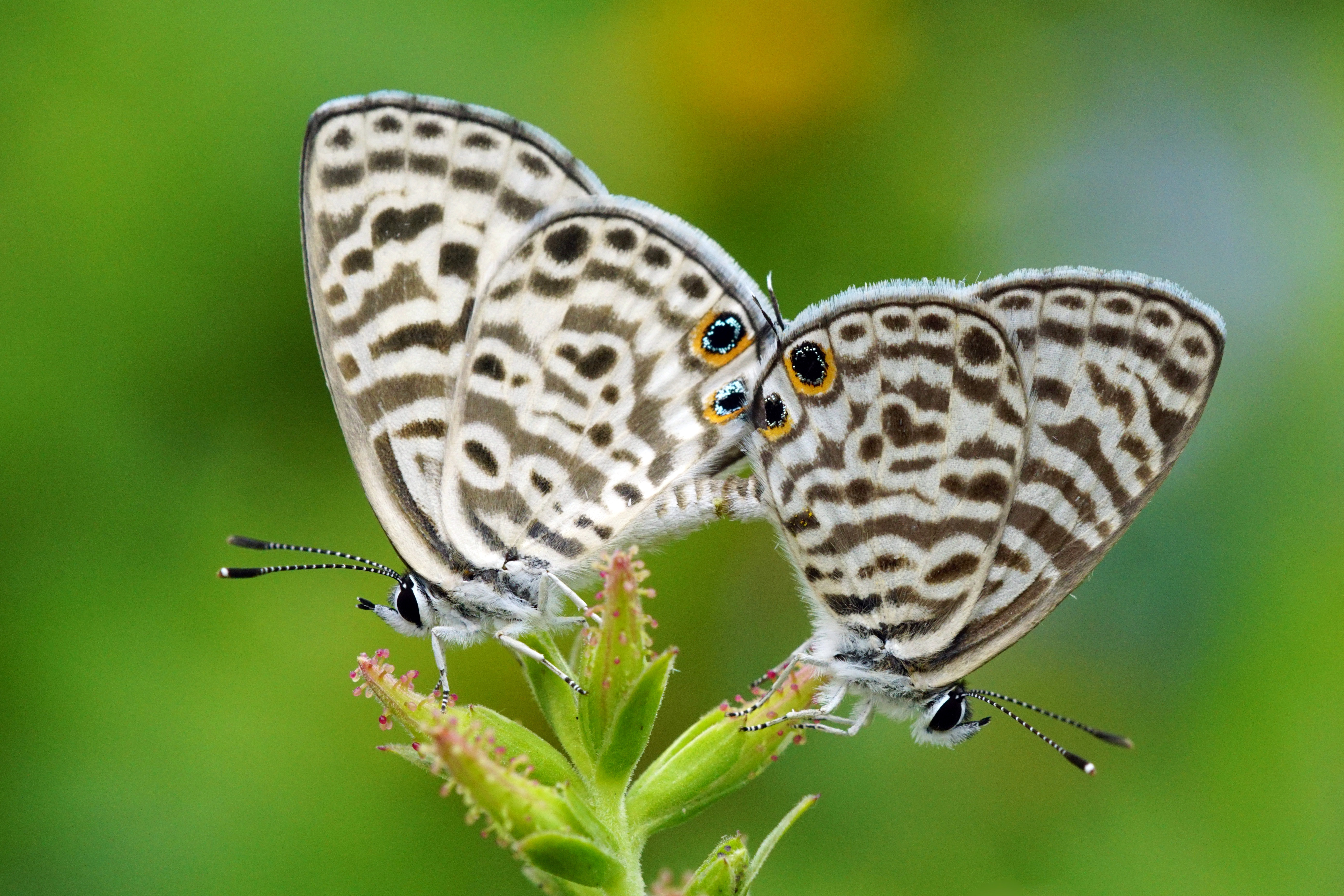
交尾，左雌右雄
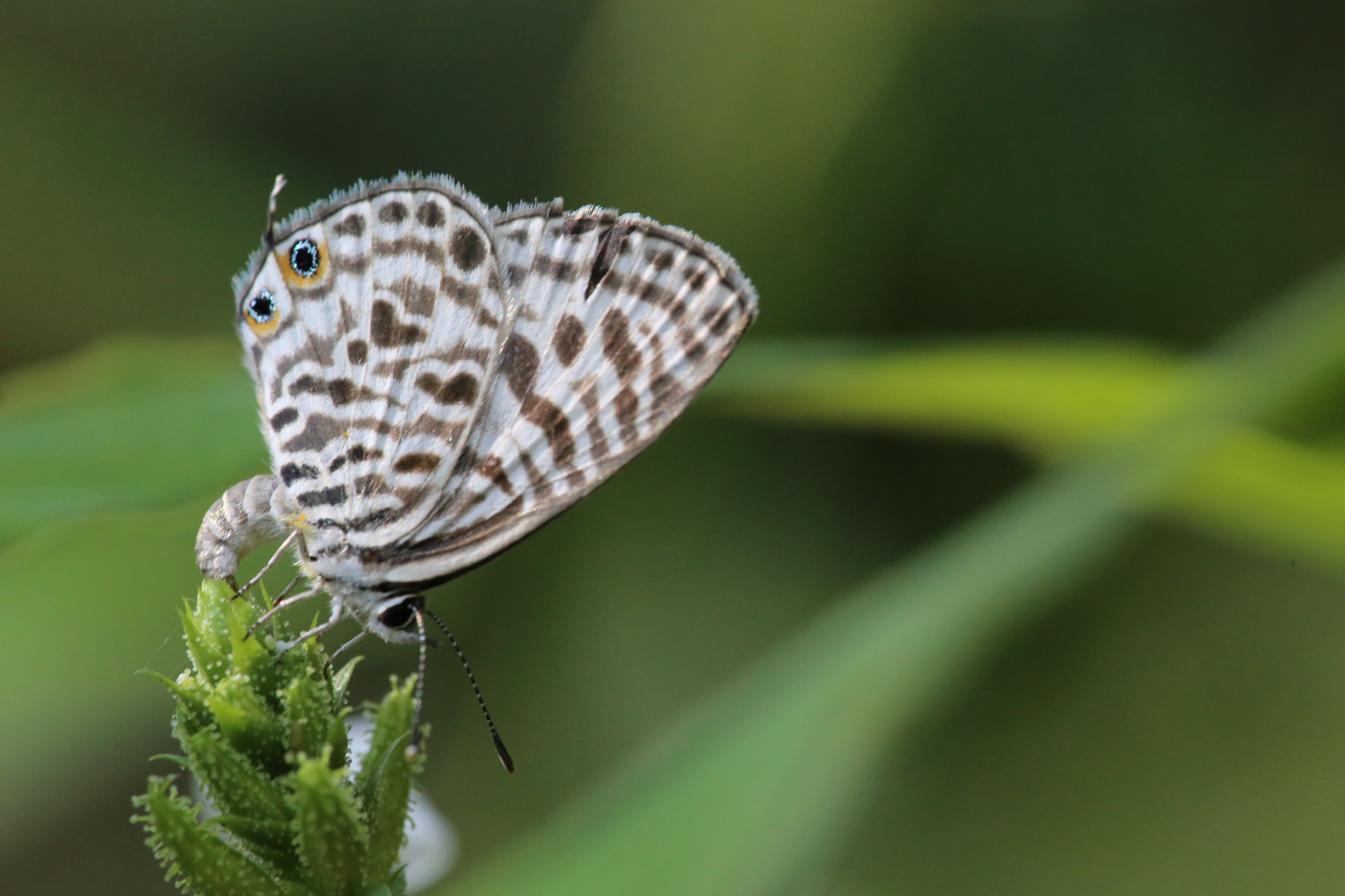
雌蝶在烏面馬上產卵
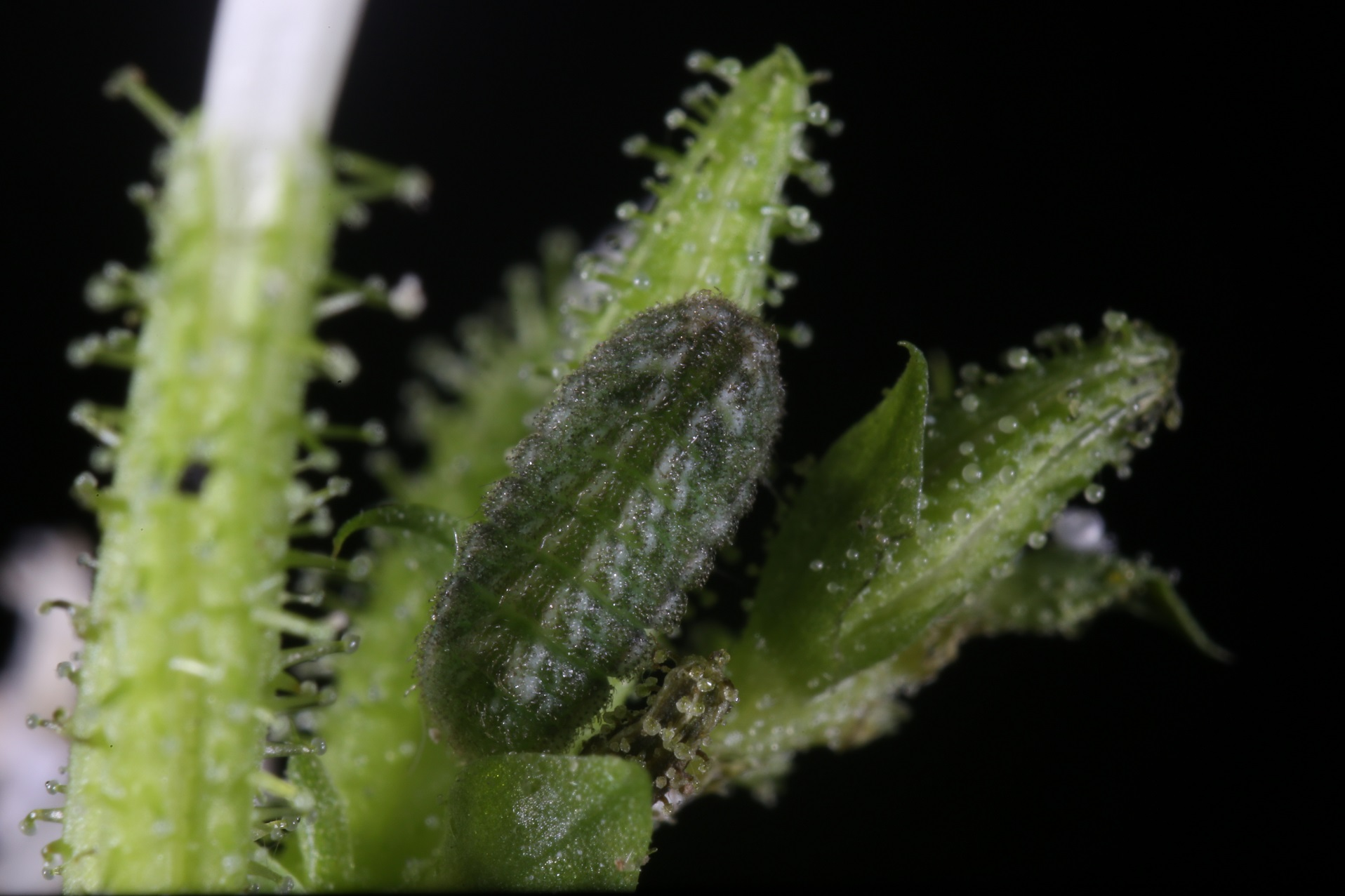
幼蟲
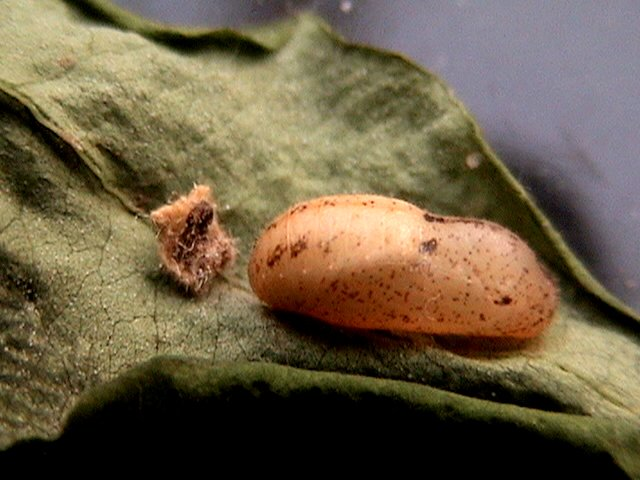
蛹